# Neuves-Maisons
Neuves-Maisons és un municipi francès situat al departament de Meurthe i Mosel·la i a la regió del Gran Est. L'any 2007 tenia 6.951 habitants.

## Demografia

### Població
El 2007 la població de fet de Neuves-Maisons era de 6.951 persones. Hi havia 2.716 famílies, de les quals 756 eren unipersonals (252 homes vivint sols i 504 dones vivint soles), 756 parelles sense fills, 880 parelles amb fills i 324 famílies monoparentals amb fills.
La població ha evolucionat segons el següent gràfic:
Habitants censats

### Habitatges
El 2007 hi havia 2.918 habitatges, 2.778 eren l'habitatge principal de la família, 12 eren segones residències i 128 estaven desocupats. 1.968 eren cases i 888 eren apartaments. Dels 2.778 habitatges principals, 1.803 estaven ocupats pels seus propietaris, 910 estaven llogats i ocupats pels llogaters i 65 estaven cedits a títol gratuït; 84 tenien una cambra, 208 en tenien dues, 570 en tenien tres, 831 en tenien quatre i 1.085 en tenien cinc o més. 1.716 habitatges disposaven pel capbaix d'una plaça de pàrquing. A 1.313 habitatges hi havia un automòbil i a 916 n'hi havia dos o més.

### Piràmide de població
La piràmide de població per edats i sexe el 2009 era:
| Homes | Edats   | Dones |
| ----- | ------- | ----- |
| 0     | 95 o +  | 0     |
| 0     | 90 a 94 | 40    |
| 44    | 85 a 89 | 56    |
| 28    | 80 a 84 | 56    |
| 64    | 75 a 79 | 168   |
| 124   | 70 a 74 | 180   |
| 148   | 65 a 69 | 216   |
| 160   | 60 a 64 | 152   |
| 176   | 55 a 59 | 176   |
| 256   | 50 a 54 | 232   |
| 252   | 45 a 49 | 292   |
| 240   | 40 a 44 | 216   |
| 288   | 35 a 39 | 304   |
| 212   | 30 a 34 | 248   |
| 204   | 25 a 29 | 168   |
| 185   | 20 a 24 | 148   |
| 256   | 15 a 19 | 260   |
| 220   | 10 a 14 | 232   |
| 248   | 5 a 9   | 268   |
| 144   | 0 a 4   | 204   |

## Economia
El 2007 la població en edat de treballar era de 4.448 persones, 3.219 eren actives i 1.229 eren inactives. De les 3.219 persones actives 2.869 estaven ocupades (1.476 homes i 1.393 dones) i 350 estaven aturades (175 homes i 175 dones). De les 1.229 persones inactives 346 estaven jubilades, 460 estaven estudiant i 423 estaven classificades com a «altres inactius».

### Ingressos
El 2009 a Neuves-Maisons hi havia 2.791 unitats fiscals que integraven 6.811 persones, la mediana anual d'ingressos fiscals per persona era de 17.541 €.

### Activitats econòmiques
Dels 340  establiments que hi havia el 2007, 6 eren d'empreses extractives, 8 d'empreses alimentàries, 2 d'empreses de fabricació de material elèctric, 19 d'empreses de fabricació d'altres productes industrials, 39 d'empreses de construcció, 66 d'empreses de comerç i reparació d'automòbils, 18 d'empreses de transport, 18 d'empreses d'hostatgeria i restauració, 9 d'empreses d'informació i comunicació, 17 d'empreses financeres, 19 d'empreses immobiliàries, 36 d'empreses de serveis, 52 d'entitats de l'administració pública i 31 d'empreses classificades com a «altres activitats de serveis».
Dels 108 establiments de servei als particulars que hi havia el 2009, 1 era una comissaria de policia, 1 oficina d'administració d'Hisenda pública, 1 gendarmeria, 1 oficina de correu, 7 oficines bancàries, 5 funeràries, 11 tallers de reparació d'automòbils i de material agrícola, 1 taller d'inspecció tècnica de vehicles, 3 autoescoles, 8 paletes, 6 guixaires pintors, 10 fusteries, 6 lampisteries, 8 electricistes, 1 empresa de construcció, 10 perruqueries, 1 veterinari, 2 agències de treball temporal, 11 restaurants, 6 agències immobiliàries, 3 tintoreries i 5 salons de bellesa.
Dels 27 establiments comercials que hi havia el 2009, 1 era, 1 un hipermercat, 1 un supermercat, 6 fleques, 2 carnisseries, 2 llibreries, 4 botigues de roba, 2 botigues d'equipament de la llar, 1 una sabateria, 1 una botiga d'electrodomèstics, 1 una botiga de mobles, 2 drogueries, 1 una perfumeria i 2 floristeries.

## Equipaments sanitaris i escolars
El 2009 hi havia 1 hospital de tractaments de mitja durada (seguiment i rehabilitació), 1 psiquiàtric, 1 centre de salut, 3 farmàcies i 1 ambulància.
El 2009 hi havia 3 escoles maternals i 3 escoles elementals. Neuves-Maisons disposava de 2 col·legis d'educació secundària amb 1.236 alumnes.

## Poblacions més properes
El següent diagrama mostra les poblacions més properes.